# 赫布里底群岛

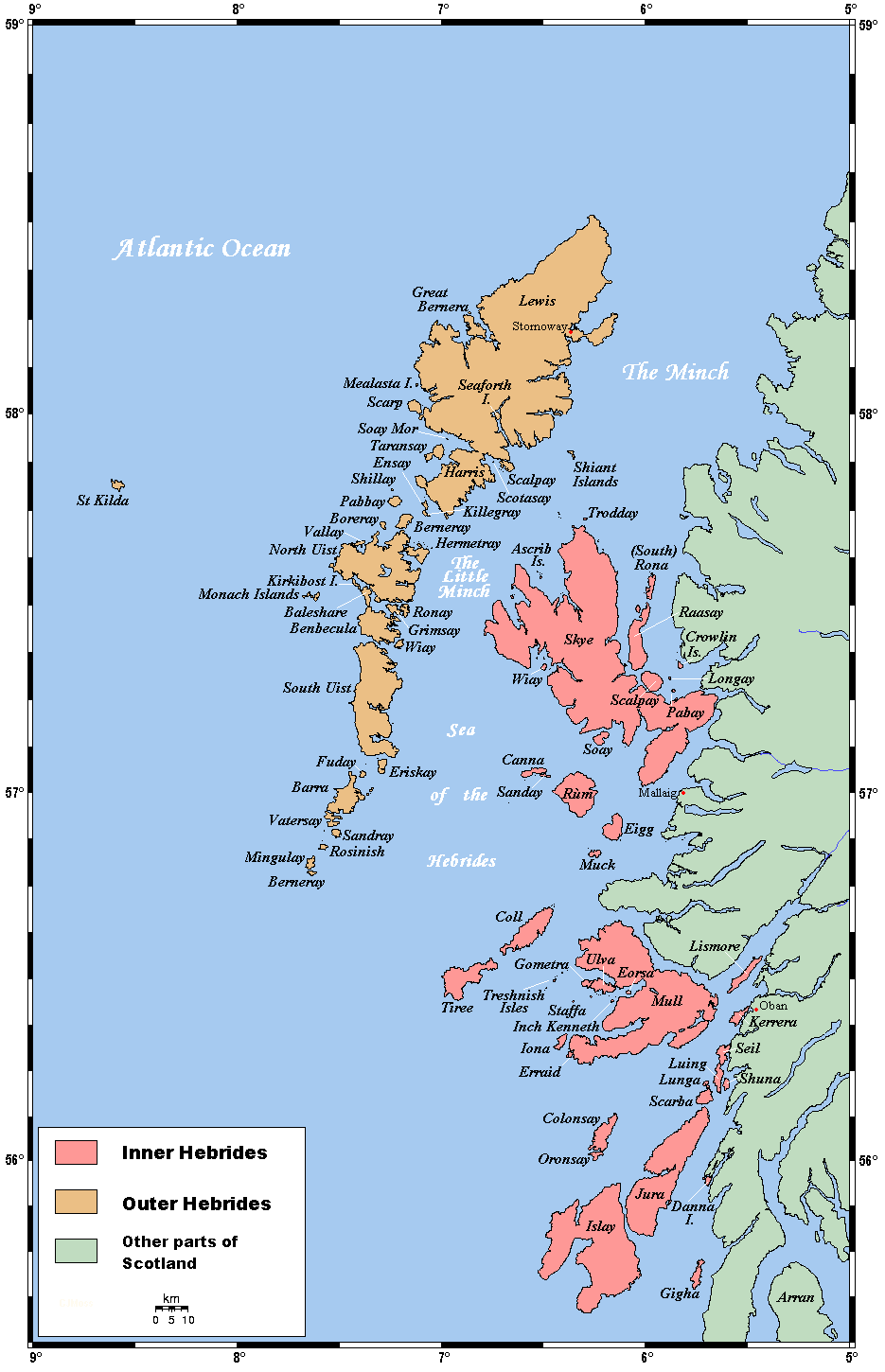
外赫布里底群岛和内赫布里底群岛

赫布里底群岛（Hebrides，发音为/ˈhɛbrɨˌdiːz/）位于苏格兰西部大西洋中，由内赫布里底群岛和外赫布里底群岛组成。群岛自中石器时代起就有人居住，凯尔特语、古诺尔斯语和英语文化先后对岛上居民产生过影响。
57°00′N 7°00′W / 57.000°N 7.000°W